# ミスラヴ・オルシッチ
- ミスラフ・オルシッチ

ミスラヴ・オルシッチ（クロアチア語: Mislav Oršić、クロアチア語発音: [mîslaʋ ǒːrʃitɕ];、1992年12月29日 - ）は、クロアチア・ザグレブ出身のサッカー選手。キプロス・ファーストディビジョン・パフォスFC所属。クロアチア代表。ポジションはMF、FW。
Kリーグ時代の登録名はオルシャ（ハングル: 오르샤）。

## クラブ経歴
2009年にNKインテル・ザプレシッチで選手となった。2012-13シーズンに12得点しクラブでの得点王となった。
2013年夏にスペツィア・カルチョに移籍するが、9試合無得点に終わった。
2014年夏にHNKリエカに移籍。移籍金は明らかになっていない。すぐにNKツェリェに年末まで期限付き移籍し、2015年2月にKリーグの全南ドラゴンズに1年の期限付き移籍をした。33試合9得点の結果を残したため、2016年1月に75万ユーロで全南に完全移籍、リエカでは結局1試合も出場しなかった。2016シーズンは半年で16試合5得点の記録を残し、同年夏に長春亜泰足球倶楽部に130万ユーロで完全移籍し14試合2得点の結果を残した。
2017年1月に蔚山現代FCに93万5000ユーロで移籍し、半年でKリーグに復帰。
2018年夏にNKディナモ・ザグレブに移籍した。2019年9月18日にはUEFAチャンピオンズリーグ 2019-20 グループリーグのアタランタBC戦でハットトリックを記録した。
2021年3月、UELラウンド16のトッテナム・ホットスパーFC戦では、1stレグで2点のビハインドを背負って迎えた2ndレグでハットトリックを達成。クラブを合計スコア3-2でのベスト8進出に導いた。
2023年1月6日、サウサンプトンFCと2年半契約を結び完全移籍。
2023年6月30日、トラブゾンスポルと2年契約を結び完全移籍。
2025年1月22日、パフォスFCに移籍した。

## 代表経歴
2019年9月9日にUEFA EURO 2020予選グループEのアゼルバイジャン代表戦でアンテ・レビッチに代わって86分に投入され、代表初出場。
2021年、UEFA EURO 2020、決勝トーナメント1回戦のスペイン戦で代表初ゴールを挙げたが、延長戦の末に3-5で敗れた。
2022年、2022 FIFAワールドカップの3位決定戦、モロッコ戦で決勝ゴールを挙げて、3位入賞に貢献した。

## 代表歴

### 出場大会
- クロアチア代表
  - 2022 FIFAワールドカップ

### 試合数
- 国際Aマッチ 27試合 2得点（2019年-2022年）[12]

| クロアチア代表 | 国際Aマッチ | 国際Aマッチ |
| 年             | 出場        | 得点        |
| -------------- | ----------- | ----------- |
| 2019           | 3           | 0           |
| 2020           | 2           | 0           |
| 2021           | 9           | 1           |
| 2022           | 13          | 1           |
| 通算           | 27          | 2           |

## タイトル
蔚山現代
- 韓国FAカップ: 2017

ディナモ・ザグレブ
- プルヴァHNL: 2018-19, 2019-20, 2020-21, 2021-22
- フルヴァツキ・ノゴメトニ・クプ: 2020-21
- フルヴァツキ・ノゴメトニ・スーペルクプ: 2019, 2022